# ブンシリ
ブンシリ（サハノンチャイクン ブンシリ、1978年10月3日 - ）は、日本で活動するタイ人のタレント、俳優。

## プロフィール
- 愛称　 :  ぶんちゃん
- 出身地 : タイ（チョンブリー県）
- サイズ : 172cm B.92 W.83 H.94 シューズ26.5cm
- 血液型 : O型
- 言語　 : タイ語、日本語、英語

　既婚

## 略歴
2001年にタイの歴代首相などを輩出している国立大学、タマサート大学を優等生二位の首席で卒業し、卒業後にタイ国政府観光庁認定ガイドライセンスを取得する。
2002年に読売新聞の奨学生として来日。2年間、日本語学校に通い、日本語能力試験1級に合格。その後、東京農業大学に研究生として進学した。2005年からは、日本大学藝術学部の科目等履修生として演劇を学んだ。
その後、イギリスのロンドンとオーストラリアのシドニーへ留学し、2010年に再来日した。

### 芸能活動
- 日本での芸能界デビューは2003年のドラマ「GOOD LUCK!!」でのエキストラ出演だった。
- 2005年、「森田一義アワー 笑っていいとも!」の俳句コーナー「日本のココロ5・7・5」に出場し、その突っ込みキャラがうけ3ヶ月間連続で出場。その後「プチ自慢カーニバル」にも3度出場していた。
- 「ネプ&イモトの世界番付」で番組スタート時の2012年4月よりG20タイ代表としてレギュラー出演している。番組内では「誘い笑いでおなじみ」「よく泣きよく笑う」というキャッチフレーズが付けられた。
  - 番組の企画で「G20+ネプ&イモト」として、2012年8月にシングル曲「ボクラノセカイ」をリリースしている。ASIN B008B8UQDY
- 「地球の最先端をスクープ!SCOOPER」でのレギュラー出演時と、映画「ジャッジ!」出演時には、タイ人のおかまキャラとして演技を披露していた。

## これまでの出演

### バラエティ番組
レギュラー番組
- BENTO EXPO (NHK総合) 毎週火曜 午後0時20分 - スタジオメインMC [2]
- 世界くらべてみたら（TBSテレビ）毎週水曜 午後8時 - タイ代表レギュラー
- NHK高校講座（NHK） - コミュニケーション英語Ⅰ
- ネプ&イモトの世界番付（日本テレビ） - タイ代表
- Originaru Japan（Amarin TV） - メインMC（毎週土曜15:30〜、タイ国内放送）[3]
- Here! There! Japan!!（Channel 3 SD28） - メインMC（毎週土曜16:30〜、タイ国内放送）[4]
- ゴールデンアワー（TOKYO MX）
- 世界のみんなに聞いてみた（TBSテレビ） - タイ代表
- 地球の最先端をスクープ!SCOOPER（日本テレビ）

### CM
- アシックス（ネットCM、2024年11月-オンエア中）[5]
- 全日本空輸 (ANAグループ）（ネットCM、2024年1月-オンエア中）
- セブン&アイ・ホールディングス サステナビリティ宣言コンセプトムービー（TVCM、2024年1月-オンエア中）
- 味の素 YumYum　（ネットCM、2022年3月-オンエア中）
- ポケトーク（TVCM、2018年9月）
- ライオン (企業)（企業CM、2018年8月）[6]
- 佐川急便（TVCM、2017年11月 ）
- ホットペッパーグルメ（TVCM、2016年7月 ）[7]
- サンヨーグループ（TVCM、2015年10月 ）[8]
- ジェイテクト（TVCM、2015年3月）
- キヤノン（TVCM2014年10月 ）
- 東武特急スペーシア（TVCM）
- ハイアールAQUA
- Berryz工房「cha cha SING」（TVCM）
- バイク王　[9]
- NTTドコモ KAT-TUN 「ぼくたちの自由」篇

### イベント出演・雑誌メディア掲載
- YKK AP 広報誌「NEIGHBOR（ネイバー）」連載開始（2024年2月-連載中）
- 共同通信社 全国地方新聞連載「読書日和」コラム掲載（2023年10月）
- タイフェスティバル佐賀 2023 - 総合司会（2023年10月）
- 復興庁主催 福島県PRイベント「GENKI FUKUSHIMA」レポーター（2023年1月）
- 茨城県PRイベント出演 - いばらきガパオ  （2022年7月）
- タイフェスティバル佐賀 2022 - 総合司会（2022年10月）
- Krist Singto Fan meeting in Japan - MC（2022年5月）
- 東北観光推進機構主催 東北6県PR番組 - 総合司会（2022年2月）
- タイフェスティバル佐賀 2021 - 総合司会（2021年10月）
- 「HIGH FLYERS」独占インタビュー記事掲載（2021年6月）
- 「30歳まで童貞だと魔法使いになれるらしい」MAGIC HOUR With Eiji Akaso & Keita Machida タイ・日本・英語 同時通訳MC（2021年2月）
- タイフェスティバル佐賀 2020 - 総合司会（2020年10月）[10]
- タイフェスティバル福岡 2019 - 総合司会（2019年11月）[11]
- タイフェスティバル佐賀 2019 - 総合司会（2019年10月）[10]
- タイフェスティバル仙台 2019 - 総合司会（2019年6月）[12]
- タイフェスティバル東京 2019 - メインステージ司会（2019年5月）
- テレビドラマ「中学聖日記」末永聖役のタイ語指導 - TBSテレビ （2018年12月）[13]
- 「バッド・ジーニアス 危険な天才たち」試写会トークショー出演（2018年9月）[14]
- タイフェスティバル福岡 2019 - 総合司会（2019年11月）
- タイフェスティバル仙台 2018 - 総合司会（2018年6月）[15]
- キロラン大阪 - 大阪観光局記者会見司会　（2018年5月)
- タイフェスティバル仙台 2017 - 総合司会 （2017年6月）
- タイフェスティバル仙台 2016 - 総合司会[16]
- イオンタイフェア 2016- 総合司会 イオン仙台店（2016年5月） [17]
- 富士急行公式タイ語ページ ブンシリタイアップ連載企画掲載（2016年4月）[18]）
- タイフェスティバル福岡 2015（2015年10月、タイ国政府観光庁主催） - 総合司会[19]
- エアアジアタイ祭り（2015年9月、タイ国政府観光庁・エアアジア・新関西国際空港 3社共催） - 総合司会[20]
- タイフェスティバル仙台 2015 総合司会[21]
- イオンタイフェア2015（イオンモール幕張新都心） - 総合司会
- 月刊 Wai Wai Thailand　ワイワイタイランド社「ブンちゃんと日本の芸能界」 - コラム連載中[22]
- 国際交流基金アジアセンタータイ映画特集インタビュー掲載（2014年11月）[23]
- 洋泉社MOOK「観光ニッポン最前線!」トークコラム掲載（2014年11月発行）
- TOKYO HEADLINE 単独インタビュー掲載（2014年10月25日）[24]
- 兵庫県教職員組合主催 講演会「タイから見た日本」（2014年10月）
- 第7回したまちコメディ映画祭in台東「愛しのゴースト」（2014年9月） - トークショーゲスト出演[25]
- イオンタイフェア2014（イオンモール幕張新都心） - 総合ゲストMC、単独トークショー
- タイフェスティバル仙台2014 - 総合司会
- タイフェスティバル福岡2014 - 総合司会[26]
- Miss and Mr.Thailand in Japan 2013 - 司会出演[27]
- タイフェスティバル福岡2013 - ゲスト出演[28]
- イオンタイフェア2013（イオンレイクタウン） - 単独トークショー
- タイフェスティバル東京代々木2013 - 単独トークショー
- タイフェスティバル仙台2013 - 総合司会出演[29]
- タイ国立大学カセサート大学（Kasetsart University）人文学部 特別講演（2013年12月）
- レイクタウンタイフェア2012 - 単独トークショー[30]

### 他バラエティー番組
- - 5時に夢中! （2022年11月28日、TOKYO MXTV）
  - ショップチャンネル（2019年2月10日、PSI62チャンネル）メインキャスト出演、タイ国内放送
  - Mr.サンデー（2018年8月12日、フジテレビ） - タイ洞窟ドラマ コーチ役出演
  - ショップチャンネル（2018年9月16日、PSI62チャンネル）メインキャスト出演、タイ国内放送
  - ホンマでっか!?TV （2018年3月7日、 フジテレビ）  - スタジオ タイ評論家出演
  - 3-Day Dare Devils  (2018年2月26日、NHKワールド ）[31]
  - ตีสิบเดย์ - At Ten Day（2017年11月、Channel 3HD 33） - スタジオメインゲスト
  - ホンマでっか!?TV（2017年10月、フジテレビ） - スタジオ タイ評論家出演
  - SUNSTAR WEEKEND JOURNEY（2017年8月、FMヨコハマ） - ゲスト
  - ごごナマ（2017年5月、NHK総合） - スタジオゲスト出演
  - ニッポンのノビシロ（2016年6月、フジテレビ）
  - 国土交通省「日本の新幹線とタイの未来」メインレポーター（2016年5月）
  - 中国語“日本ジャーナル”（2015年11月、NHKラジオ第2放送）
  - メイキングイットインジャパン（2015年10月、NHKワールド・ラジオ日本）
  - Thai DNA（2015年5月、GMM One）[32]
  - ありえへん∞世界（テレビ東京）
  - 緊急!池上彰と考える“借金大国ニッポン”消費税8%…どうなる年金!医療!激論SP（TBSテレビ）
  - The Delicious Journey（Channel 3）[33]
  - 水トク! 年収格差別!お金バラエティ ピラミッド（TBSテレビ）[34]
  - しごとの基礎英語（NHK）
  - ガリゲル（読売テレビ）
  - 奇跡体験!アンビリバボー（フジテレビ）
  - ブラマヨ衝撃ファイル 世界のコワ〜イ女たち（TBSテレビ）
  - 心ゆさぶれ!先輩ROCK YOU（日本テレビ）
  - 世界まる見え！テレビ特捜部（日本テレビ）
  - 飛び出せワールドモニター（テレビ朝日）[35]
  - 世界のCMギャラリー（テレビ朝日）[36]
  - 日曜ビッグバラエティ ニッポンLOVE外国人 歌うまバトル（テレビ東京）[37]
  - 松本人志のコントMHK（NHK）
  - 森田一義アワー 笑っていいとも!（フジテレビ）
  - 東京留学（フジテレビ）
  - とっておき日本（TBSテレビ）[38]
  - 人生が変わる1分間の深イイ話（日本テレビ）

### ドラマ
- 晩酌の流儀2（2023年8月25日、テレビ東京） - 第8話ゲスト ナパット 役[39]
- MIU404（2020年7月24日、TBS）
- 俺のスカート、どこ行った?（2019年4月 - 6月、日本テレビ）
- フェイクニュース あるいはどこか遠くの戦争の話（2018年10月20日・27日、NHK） - アイン 役
- サバイバル・ウェディング（2018年7月18日、日本テレビ）
- 今からあなたを脅迫します（2017年12月3日、フジテレビ）
- 僕たちがやりました（2017年7月25日、フジテレビ）
- 嘘の戦争（2017年1月10日、フジテレビ）
- ラブラブエイリアン（2016年9月15日、フジテレビ）
- 家売るオンナ 最終話（2016年9月14日、フジテレビ）
- NHK連続テレビ小説 まれ（2015年9月、NHK）
- リスクの神様（2015年8月12日、フジテレビ）
- 赤と黒のゲキジョースペシャルドラマ 上流階級〜富久丸百貨店外商部〜（2015年1月16日、フジテレビ） - ソムチャイ 役[40]
- 「黄金のバンタム」を破った男〜ファイティング原田物語〜（2014年2月22日、フジテレビ系列） - ポーン・キングピッチ 役
- ドクターX〜外科医・大門未知子〜 最終話（テレビ朝日）
- ダンダリン 労働基準監督官 第6話（日本テレビ）
- シェアハウスの恋人（日本テレビ）
- 相棒（テレビ朝日） - カンボジア人の不法労働者 役
- ダブルフェイス 潜入捜査編（TBS・WOWOW共同制作）
- ダーティ・ママ!（日本テレビ）
- アナザーフェイス〜刑事総務課・大友鉄〜2（テレビ朝日）

### 映画
- ミックス。（2017年10月21日公開、東宝）
- 僕らのごはんは明日で待ってる（2017年1月7日公開）
- 日々ロック（2014年11月22日公開、松竹） - ウィラポン 役
- ジャッジ!（2014年1月11日公開　、松竹） - ソムサック 役
- エイトレンジャー
- 外事警察
- 劇場版 SPEC〜天〜
- I am 日本人
- Tokyo Loss
- 今夜新宿で、彼女は、（2017年）　※短編

### ラジオ
- まんまる（NHKラジオ第1放送）ひとのわコーナーゲスト 2024年6月6日[41]
- 外人さん大指摘!爆笑日本人の急所!!（ラジオ日本）[42]

## エピソード
- 大変感動した曲として一休さんのEDである「ははうえさま」をあげており、思いを語るうちに号泣してしまったことがある[43]。ちなみにタイでは一休さんは褒め言葉であり、頭のいい子供に｢あなた一休さんだね〜｣と使うと話した。
- タイのおばけ「ガス～ゥ」（昼間は普通の女性の姿をしているが、夜になると、頭と内臓だけ体から切り離し空を飛ぶタイのお化け）を紹介する際、そのタイ語のアクセントが出演者に大ウケした[44]。世界くらべてみたらではガス〜ゥの話で｢う〇こを食べます｣と答え、その際にマイクに近づいて話したことからツッコまれ笑いがおこった。
- 2010年9月24日放送のテレビ朝日「飛び出せワールドモニター」出演の際、土田晃之に“タイのおしゃべりクソ野郎”と命名された[45]。